# Яцек Томчак (шахіст)
Яцек Томчак (пол. Jacek Tomczak; нар. 5 березня 1990, Сьрем) – польський шахіст, гросмейстер від 2012 року.

## Шахова кар'єра
В шахи почав грати в шість років. Першу медаль чемпіонату Польщі серед юніорів здобув 1996 року, ставши віце-чемпіоном країни серед дошкільнят. Того ж року переміг на чемпіонаті Європи в цій віковій групі. Рік по тому він виграв у Явожно золоту медаль чемпіонату Польщі серед дошкільнят. Інші значущі титули виборов у роках: 2000 (Колобжег, у категорії до 10 років), 2002 (Колобжег, до 12 років), 2005 (Леба, до 16 років) та 2006 (Леба, до 16 років). 2004 року здобув у Туреку бронзову медаль у групі до 14 років. 2003 року переміг на турнірі за швейцарською системою в Поляниці-Здруй (у групі B). У дуже успішному 2006 році виграв у Батумі титул чемпіона світу серед юніорів до 16 років. Крім того, виконав три норми на звання міжнародного майстра (на турнірах Каппель-ла-Гранд, у Барлінеку і Морський коник Ревала). Дебютував у фіналі Чемпіонату Польщі 2007, який відбувся в Ополе, посівши 12-те місце. 2008 року став чемпіона Польщі до 18 років і 20. 2009 року досягнув значного успіху, поділивши 4-6-те місце (позаду Сергія Тівякова, Вадима Малахатька і Володимира Баклана, разом з Даніелем Фрідманом і Матеушем Бартелем) на відкритому міжнародному турнірі Клубу Polonia Wrocław у Вроцлаві, виконавши першу гросмейстерську норму. Того ж року переміг на Меморіалі Тадеуша Гньота, який відбувся в Поліце, цей успіх повторивши у 2010 році. Також 2010 року виконав другу гросмейстерську норму, під час чемпіонаті світу серед юніорів до 20 років, який відбувся в Хотовій, де посів 7-ме місце. На перетині 2011 і 2012 років переміг (разом з Олексієм Гавриловим) на регулярному турнірі Cracovia в Кракові (виконавши третю гросмейстерську норму). 2013 року здобув бронзову медаль (у командному заліку) літньої Універсіади в Казані, а також переміг на відкритому турнірі в Познані. Здобув у Познані бронзову Чемпіонату Польщі 2015.
Представляв Польщу на командних змаганнях, зокрема:  на командному чемпіонаті Європи (2013) і  на командному чемпіонаті Європи серед юніорів до 18 років (2008), вигравши у командному заліку золоту медаль.
Найвищий рейтинг Ело в кар'єрі мав станом на 1 квітня 2016 року, досягнувши 2605 очок займав тоді 10-те місце серед польських шахістів.

## Зміни рейтингу
| На цьому місці має відображатися графік чи діаграма, однак з технічних причин його відображення наразі вимкнено. Будь ласка, не видаляйте код, який викликає це повідомлення. Розробники вже працюють для того, щоби відновити штатне функціонування цього графіка або діаграми. | |
| | На цьому місці має відображатися графік чи діаграма, однак з технічних причин його відображення наразі вимкнено. Будь ласка, не видаляйте код, який викликає це повідомлення. Розробники вже працюють для того, щоби відновити штатне функціонування цього графіка або діаграми. |